# Dera Ghazi Khan
Dera Ghazi Khan (urdú ڈیرہ غازی خان) és una ciutat del Pakistan, capital del districte de Dera Ghazi Khan i del tehsil de Dera Ghazi Khan, a la província del Panjab. La llengua principal és el seraiki però es parla també balutxi, panjabi, urdú, paixtu i sindi. Administrativament la ciutat està dividida en 7 consells o unions. La ciutat disposa d'aeroport i universitat. Al cens de 1998 consta amb 188.149 habitants, i la població estimada el 2006 és de 243.411 habitants.

## Història
Vegeu: Districte de Dera Ghazi Khan.
Després de diverses destruccions parcials per inundacions de l'Indus, la vella ciutat fou totalment arrasada per una inundació el 1908 (tenia al tomb del 25.000 habitants) i fou reconstruïda a uns 15 km de distància (1910). El 1911 tenia 18.446 habitants. El 1913 es va restablir la municipalitat (creada inicialment el 1867). El 1953 es va construir un pont a l'Indus que va permetre el desenvolupament de la zona i especialment de la ciutat de Dera Ghazi Khan.